# Wayne Wang
Wayne Wang (Hong Kong, 12 de gener de 1949) és un director de cinema estatunidenc d'origen xinès, premiat a Festivals Internacionals de Cinema com els de Canes, Berlín i Sant Sebastià, i conegut per pel·lícules com Smoke (1995) i Anywhere But Here (1999).

## Biografia
La família de Wayne Wang era originària de la Xina continental, encara que es va desplaçar a Hong Kong un parell d'anys abans del seu naixement. Va rebre el nom de Wayne a causa de l'admiració del seu pare per l'actor John Wayne. Quan tenia 18 anys, després de la seva titulació a la Wah Yan High School de Hong Kong, la seva família va emigrar als Estats Units, establint-se a San Francisco, on els seus pares volien que estudiés medicina.
Finalment Wang es va decantar pels estudis artístics, més concretament pel cinema, formant-se en aquest camp en el Califòrnia College of the Arts and Crafts d'Oakland. La seva pel·lícula de final de projecte (A Man, a Woman, and a Killer) es va arribar a projectar als cinemes dels EUA el 1975.
Posteriorment va tornar a la seva ciutat natal, treballant per a la Ràdio i Televisió d'Hong Kong, on entre d'altres treballs va dirigir la reeixida teleserie Below the Lion Rock. Mentrestant, emprenia treballs independents i més personals, càmera en mà, però que no van quallar entre el públic ni les televisions, de manera que tornaria a Califòrnia.
El 1982 va rodar Chan is Missing amb només 27.000 dòlars, en blanc i negre i en 16 mm. La cinta es va poder exhibir i va rebre molt bones crítiques en diferents festivals de culte cinematogràfic. En els premis de vídeo de l'Associació dels Crítics de Cinema de Los Angeles va obtenir el premi de la categoria de Cinema Independent. Una de les seves pel·lícules favorites, Dim Sum: A Little Bit of Heart, va ser premiada Festival Internacional de Cinema de Canes de 1984 i va ser nominada per als premis de l'Acadèmia Britànica del Cinema com a millor pel·lícula estrangera.
El 1987 va dirigir la seva primera pel·lícula comercial, Slam Dance, amb les estrelles Tom Hulce, Mary Elizabeth Mastrantonio i Virginia Madsen, seleccionada pel Festival Deauville. Durant l'any 1989 va rodar dues pel·lícules: Eat a Bowl of Tea (amb la seva dona, Cora Miao, en el paper protagonista) i la comèdia independent Life is Cheap.
El 1994 va portar a la pantalla Smoke, amb guió de Paul Auster, protagonitzada per Harvey Keitel i William Hurt, i que s'ha convertit en la seva pel·lícula amb major reconeixement de públic i de crítica.
Tot i que actualment Wayne Wang viu principalment del cinema comercial, segueix sent una persona amb més interès pel cinema d'autor i independent i, com ell mateix ha confessat, no sent especialment a gust en el món de Hollywood.

## Filmografia[4]
- A Man, a Woman, and a Killer (1975)
- Chan Is Missing (1982)
- Dim Sum: A Little Bit of Heart (1985)
- Slam Dance (1987)
- Dim Sum Take Out (1988)
- Eat a Bowl of Tea (1989)
- Life Is Cheap... But Toilet Paper Is Expensive (1989)
- Strangers (1992), film eròtic, integrat per tres curtmetratges, co-dirigit amb Joan Tewkesbury i Daniel Vigne
- The Joy Luck Club (1993)
- Smoke (1995)
- Blue in the Face (1995)
- Chinese Box (1997)
- Anywhere but Here (1999)
- The Center of the World (2001)
- Maid in Manhattan (2002)
- El meu millor amic (Because of Winn-Dixie) (2005)
- Last Holiday (2006)
- A Thousand Years of Good Prayers (2007)
- The Princess of Nebraska (2008)
- Chinatown Film Project (2009)
- Snow Flower and the Secret Fan (2011)
- Soul of a Banquet (2014), documental sobre Cecilia Chiang[5]
- While the Women Are Sleeping (2016)